# Cambridge Dictionary
Das Cambridge Advanced Learner's Dictionary (CALD), kurz: Cambridge Dictionary, wurde erstmals 1995 veröffentlicht, damals unter dem Titel Cambridge International Dictionary of English. Herausgeber ist die Cambridge University Press, der Universitätsverlag der University of Cambridge in England.
Der traditionsreiche Konkurrent, das Oxford Advanced Learner’s Dictionary, wird seit 1948 publiziert und enthält in seiner neunten Auflage rund 185.000 Schlagworte. Hingegen finden sich im CALD nur rund 140.000 Wörter und Phrasen. Beide Werke sind für Studierende konzipiert, deren Muttersprache nicht englisch ist (non-native audience). Sie sind geeignet für die GER-Kompetenzniveaus B2 bis C2.

## Editions
Die erste Edition unter dem Titel Cambridge Advanced Learner's Dictionary erschien 2003, die zweite 2005, die dritte 2008 und die vierte 2013.